# Charles Conacher
Temple de la renommée : 1961
Charles William Conacher, surnommé Charlie Conacher, (né le 20 décembre 1909 à Toronto, en Ontario, au Canada - mort le 30 décembre 1967), est un joueur canadien de hockey sur glace. 

## Carrière en club
Il est une grande vedette de la franchise des  Maple Leafs de Toronto durant les années 1930. Il remporte le titre de meilleur marqueur de la Ligue nationale de hockey lors des saisons 1934 et 1935 et est sélectionné pour le Match des étoiles lors des éditions de 1934, 1935 et 1936.
En compagnie de Harvey Jackson et de Joe Primeau, il forme la Kid Line des Maple Leafs de Toronto qui remportent la Coupe Stanley en 1932.
Il est élu au Temple de la renommée du hockey en 1961.

## Parenté dans le sport
Il est issu d'une famille de sportifs, ses deux frères, Roy et Lionel ayant également excellé au hockey sur glace et dans d'autres sports. 
Il est le père du joueur de hockey de la LNH, Pete Conacher.
Il est l'oncle des joueurs de hockey, Brian Conacher et Murray Henderson et du joueur de football canadien, Lionel Conacher junior.

## Statistiques
| Saison     | Équipe                 | Ligue          |     | Saison régulière | Saison régulière | Saison régulière | Saison régulière | Saison régulière |    | Séries éliminatoires | Séries éliminatoires | Séries éliminatoires | Séries éliminatoires | Séries éliminatoires |
| Saison     | Équipe                 | Ligue          | PJ  | B                | A                | Pts              | Pun              | PJ               | B  | A                    | Pts                  | Pun                  |                      |                      |
| 1926-1927  | North Toronto Juniors  | AHO-Jr         | 9   | 9                | 1                | 10               |                  | 1                | 0  | 0                    | 0                    | 0                    |                      |                      |
| 1926-1927  | North Toronto Rangers  | AHO-Sr         | 2   | 1                | 0                | 1                | 2                |                  |    |                      |                      |                      |                      |                      |
| 1927-1928  | Marlboros de Toronto   | AHO-Jr         | 9   | 11               | 0                | 11               |                  | 2                | 1  | 0                    | 1                    |                      |                      |                      |
| 1927-1928  | Marlboros de Toronto   | AHO-Sr         | 1   | 2                | 0                | 2                | 0                |                  |    |                      |                      |                      |                      |                      |
| 1928       | Marlboros de Toronto   | Coupe Memorial |     |                  |                  |                  |                  | 11               | 15 | 3                    | 18                   |                      |                      |                      |
| 1928-1929  | Marlboros de Toronto   | AHO-Jr         | 8   | 18               | 3                | 21               |                  | 2                | 7  | 0                    | 7                    |                      |                      |                      |
| 1929       | Marlboros de Toronto   | Coupe Memorial |     |                  |                  |                  |                  | 15               | 28 | 8                    | 36                   | 12                   |                      |                      |
| 1929-1930  | Maple Leafs de Toronto | LNH            | 38  | 20               | 9                | 29               | 48               |                  |    |                      |                      |                      |                      |                      |
| 1930-1931  | Maple Leafs de Toronto | LNH            | 37  | 31               | 12               | 43               | 78               |                  |    |                      |                      |                      |                      |                      |
| 1931-1932  | Maple Leafs de Toronto | LNH            | 44  | 34               | 14               | 48               | 66               |                  |    |                      |                      |                      |                      |                      |
| 1932-1933  | Maple Leafs de Toronto | LNH            | 40  | 14               | 19               | 33               | 64               | 9                | 1  | 1                    | 2                    | 10                   |                      |                      |
| 1933-1934  | Maple Leafs de Toronto | LNH            | 42  | 32               | 20               | 52               | 38               | 5                | 3  | 2                    | 5                    | 0                    |                      |                      |
| 1934-1935  | Maple Leafs de Toronto | LNH            | 47  | 36               | 21               | 57               | 24               | 7                | 1  | 4                    | 5                    | 6                    |                      |                      |
| 1935-1936  | Maple Leafs de Toronto | LNH            | 44  | 23               | 15               | 38               | 74               | 9                | 3  | 2                    | 5                    | 12                   |                      |                      |
| 1936-1937  | Maple Leafs de Toronto | LNH            | 15  | 3                | 5                | 8                | 13               | 2                | 0  | 0                    | 0                    | 5                    |                      |                      |
| 1937-1938  | Maple Leafs de Toronto | LNH            | 19  | 7                | 9                | 16               | 6                |                  |    |                      |                      |                      |                      |                      |
| 1938-1939  | Red Wings de Détroit   | LNH            | 40  | 8                | 15               | 23               | 39               | 5                | 2  | 5                    | 7                    | 2                    |                      |                      |
| 1939-1940  | Americans de New York  | LNH            | 48  | 10               | 18               | 28               | 41               | 3                | 1  | 1                    | 2                    | 8                    |                      |                      |
| 1940-1941  | Americans de New York  | LNH            | 46  | 7                | 16               | 23               | 32               |                  |    |                      |                      |                      |                      |                      |
| Totaux LNH | Totaux LNH             | Totaux LNH     | 460 | 225              | 173              | 398              | 523              | 40               | 11 | 15                   | 26                   | 43                   |                      |                      |

## Trophées et honneurs personnels
- Ligue nationale de hockey
  - 1932 et 1933 : nommé dans la 2e équipe d'étoiles
  - 1934, 1935 et 1936 : nommé dans la 1re équipe d'étoiles
  - 2017 : nommé parmi les 100 plus grands joueurs de la LNH à l'occasion du centenaire de la ligue[3]

## Carrière d'entraîneur
Après sa carrière de joueur, il passe derrière le banc pour quelques années et devient entraîneur des Generals d'Oshawa pour la saison 1946-47 de l'Association de hockey de l'Ontario (aujourd'hui Ligue de hockey de l'Ontario) avant d'être pendant trois saisons l'entraîneur des Black Hawks de Chicago de la LNH.